# Números de Stirling de segunda especie

Las 15 particiones de un 4-conjunto (conjunto de 4 elementos)
ordenados en un diagrama de Hasse
Existen S(4,1),...,S(4,4) = 1,7,6,1 particiones
que contienen 1,2,3 y 4 conjuntos.

En matemáticas, los Números de Stirling de segunda especie, junto con los números de Stirling de primera especie, son uno de los dos tipos de Números de Stirling. Comúnmente aparecen en el estudio de la combinatoria, en la que se cuenta el número de permutaciones posibles. 

## Definición
Los números de Stirling de segunda especie {\displaystyle S(n,k)} se definen como la cantidad de maneras que existen de hacer una partición de un conjunto de n elementos en k subconjuntos. La suma:

{\displaystyle B_{n}=\sum _{k=1}^{n}S(n,k)}

es el n-ésimo número de Bell.
Si tomamos la fórmula

{\displaystyle (x)_{n}=x(x-1)(x-2)\cdots (x-n+1)}

(en particular, (x)0 = 1 porque se trata de un producto vacío), podemos caracterizar los números de Stirling de segundo tipo mediante

{\displaystyle \sum _{k=0}^{n}S(n,k)(x)_{k}=x^{n}.}

Otra notación para los números de Stirling de segunda especie es:

{\displaystyle \left\{{\begin{matrix}n\\k\end{matrix}}\right\}:=S(n,k)}

## Tabla de valores
A continuación se muestra una tabla de valores para los Números de Stirling de segunda especie:
| n \ k | 0 | 1 | 2   | 3    | 4    | 5    | 6    | 7   | 8  | 9 |
| 0     | 1 |   |     |      |      |      |      |     |    |   |
| 1     | 0 | 1 |     |      |      |      |      |     |    |   |
| 2     | 0 | 1 | 1   |      |      |      |      |     |    |   |
| 3     | 0 | 1 | 3   | 1    |      |      |      |     |    |   |
| 4     | 0 | 1 | 7   | 6    | 1    |      |      |     |    |   |
| 5     | 0 | 1 | 15  | 25   | 10   | 1    |      |     |    |   |
| 6     | 0 | 1 | 31  | 90   | 65   | 15   | 1    |     |    |   |
| 7     | 0 | 1 | 63  | 301  | 350  | 140  | 21   | 1   |    |   |
| 8     | 0 | 1 | 127 | 966  | 1701 | 1050 | 266  | 28  | 1  |   |
| 9     | 0 | 1 | 255 | 3025 | 7770 | 6951 | 2646 | 462 | 36 | 1 |

## Relaciones de recurrencia
Los Números de Stirling de segunda especie obedecen la siguiente relación de recurrencia

{\displaystyle \left\{{\begin{matrix}n\\k\end{matrix}}\right\}=\left\{{\begin{matrix}n-1\\k-1\end{matrix}}\right\}+k\left\{{\begin{matrix}n-1\\k\end{matrix}}\right\}}

con
{\displaystyle \left\{{\begin{matrix}n\\1\end{matrix}}\right\}=1\quad {\mbox{ y }}\quad \left\{{\begin{matrix}n\\n\end{matrix}}\right\}=1.}
Por ejemplo, el número 25 en la columna k=3 y la fila n=5 viene dado por 25=7+(3×6), donde 7 es el número de arriba a la izquierda del 25, 6 es el número que hay encima del 25 y 3 es la columna conteniendo el 6.
Otra relación de recurrencia útil es:

{\displaystyle \left\{{\begin{matrix}n\\k\end{matrix}}\right\}=\sum _{r=0}^{n-1}\left({\begin{matrix}n-1\\r\end{matrix}}\right)\left\{{\begin{matrix}r\\k-1\end{matrix}}\right\}}

## Paridad
Usando un Triángulo de Sierpinski, es fácil mostrar que la paridad de un número de Stirling de segunda especie es igual a la paridad del coeficiente binomial:
{\displaystyle {\begin{Bmatrix}n\\k\end{Bmatrix}}\equiv {\binom {z}{w}}{\pmod {2}},\quad z=n-\left\lceil {\dfrac {k+1}{2}}\right\rceil ,\ w=\left\lfloor {\dfrac {k-1}{2}}\right\rfloor .}
O directamente, construimos dos conjuntos tales que contengan posiciones de 1's en representaciones binarias de los resultados de las respectivas expresiones:
{\displaystyle {\begin{aligned}\mathbb {A} :\ \sum _{i\in \mathbb {A} }2^{i}&=n-k,\\\mathbb {B} :\ \sum _{j\in \mathbb {B} }2^{j}&=\left\lfloor {\dfrac {k-1}{2}}\right\rfloor ,\\\end{aligned}}}
claramente aparecen semejanzas entre la operación AND y la intersección de estos dos conjuntos:
{\displaystyle {\begin{Bmatrix}n\\k\end{Bmatrix}}{\bmod {2}}={\begin{cases}0,&\mathbb {A} \cap \mathbb {B} \neq \emptyset \\1,&\mathbb {A} \cap \mathbb {B} =\emptyset \end{cases}}}
nos permitirá obtener la paridad de un número de Stirling de segunda especie en una cantidad constante de tiempo.

## Identidades simples
Primera identidad
{\displaystyle \left\{{\begin{matrix}n\\n-1\end{matrix}}\right\}={n \choose 2}.}
Esto es así porque dividir n elementos en n − 1 subconjuntos implica dividirlo en un conjunto de cardinal 2 y n − 2 conjuntos de cardinal 1, con lo que sólo tenemos que escoger los dos elementos que formarán el primer subconjunto de entre los n elementos que tenemos.
Segunda identidad
{\displaystyle \left\{{\begin{matrix}n\\2\end{matrix}}\right\}=2^{n-1}-1.}
Sea {\displaystyle {\mathcal {A}}} un conjunto de {\displaystyle n} elementos, el conjunto de las partes {\displaystyle {\mathcal {P(A)}}} tiene {\displaystyle 2^{n}} elementos, cada uno de ellos es un subconjunto de {\displaystyle {\mathcal {A}}} por lo que para cada {\displaystyle a\in {\mathcal {P(A)}}} existe su conjunto complementario {\displaystyle a^{c}:a^{c}\cup a={\mathcal {A}}}. Por tanto tenemos {\displaystyle 2^{n}/2=2^{n-1}} pares de subconjuntos tales que su unión forma el conjunto {\displaystyle {\mathcal {A}}}, pero tenemos que descartar la pareja que contiene el conjunto nulo, ya que dicha pareja no forma una partición de {\displaystyle {\mathcal {A}}} (por definición).
Tercera identidad
Otra forma de expandir recursivamente los números de Stirling de segunda especie.
{\displaystyle \left\{{\begin{matrix}n\\2\end{matrix}}\right\}={\frac {{\frac {1}{1}}(2^{n-1}-1^{n-1})}{0!}}}
{\displaystyle \left\{{\begin{matrix}n\\3\end{matrix}}\right\}={\frac {{\frac {1}{1}}(3^{n-1}-2^{n-1})-{\frac {1}{2}}(3^{n-1}-1^{n-1})}{1!}}}
{\displaystyle \left\{{\begin{matrix}n\\4\end{matrix}}\right\}={\frac {{\frac {1}{1}}(4^{n-1}-3^{n-1})-{\frac {2}{2}}(4^{n-1}-2^{n-1})+{\frac {1}{3}}(4^{n-1}-1^{n-1})}{2!}}}
{\displaystyle \left\{{\begin{matrix}n\\5\end{matrix}}\right\}={\frac {{\frac {1}{1}}(5^{n-1}-4^{n-1})-{\frac {3}{2}}(5^{n-1}-3^{n-1})+{\frac {3}{3}}(5^{n-1}-2^{n-1})-{\frac {1}{4}}(5^{n-1}-1^{n-1})}{3!}}}
{\displaystyle \vdots }

## Fórmula explícita
Los números de Stirling de segunda especie vienen dados por la siguiente fórmula explícita:

{\displaystyle \left\{{\begin{matrix}n\\k\end{matrix}}\right\}=\sum _{j=1}^{k}(-1)^{k-j}{\frac {j^{n-1}}{(j-1)!(k-j)!}}={\frac {1}{k!}}\sum _{j=0}^{k}(-1)^{k-j}{k \choose j}j^{n}.}

Esta fórmula es un caso especial de la k-ésima diferencia hacia delante (en inglés, forward difference) del monomio {\displaystyle x^{n}} evaluado en x = 0:

{\displaystyle \Delta ^{k}x^{n}=\sum _{j=0}^{k}(-1)^{k-j}{k \choose j}(x+j)^{n}.}

Debido a que los polinomios de Bernoulli pueden expresarse en términos de estas diferencias hacia delante, obtenemos una relación inmediata con los números de Bernoulli:

{\displaystyle B_{m}(0)=\sum _{k=0}^{m}{\frac {(-1)^{k}k!}{k+1}}\left\{{\begin{matrix}m\\k\end{matrix}}\right\}.}

## Funciones generatrices
Una función generatriz para los números de Stirling de segunda especie viene dada por:
{\displaystyle \sum _{k=0}^{n}\left\{{\begin{matrix}n\\k\end{matrix}}\right\}(x)_{k}=x^{n}.}

## Momentos de la distribución de Poisson
Si X es una variable aleatoria de una distribución de Poisson con valor esperado λ, entonces, su momento n-ésimo es
{\displaystyle E(X^{n})=\sum _{k=1}^{n}S(n,k)\lambda ^{k}.}
En particular, el momento n-ésimo de la distribución de Poisson con valor esperado 1 es precisamente el número de particiones de un conjunto de tamaño n, i.e., es el n-ésimo número de Bell (este hecho es la fórmula de Dobinski).

## Momentos de puntos fijos de permutaciones aleatorias
Sea la variable aleatoria X el número de puntos fijos de una permutación aleatoria uniformemente distribuida de un conjunto finito de tamaño m. Entonces el n-ésimo momento de X es
{\displaystyle E(X^{n})=\sum _{k=1}^{m}S(n,k).}
Nota: el límite superior de la sumatoria es m, no n.
En otras palabras, el n-ésimo momento de esta distribución de probabilidad es el número de particiones de un conjunto de tamaño n dentro de no más de m partes.
Esto está probado en la página de random permutation statistics, aunque la notación es un poco diferente.

## Problema de la Caja de Cereal
Los números de Stirling de segunda especie pueden representar el número total de formas que una persona puede coleccionar todos los premios después de abrir un número dado de cajas de cereal. Por ejemplo, si hay 3 premios, y uno abre tres cajas, hay {\displaystyle S(3,3)}, o 1 manera de ganar, {1,2,3}. Si se abren 4 cajas, hay 6 maneras de ganar {\displaystyle S(4,3)}; {1,1,2,3}, {1,2,1,3}, {1,2,3,1}, {1,2,2,3}, {1,2,3,2}, {1,2,3,3}.

## Esquemas de rimas
Los números de Stirling del segundo tipo pueden representar el número total de esquemas de rima de un poema de n líneas. {\displaystyle S(n,k)} da el número de posibles esquemas de rima para n líneas usando k sílabas de rima únicas. Como ejemplo, para un poema de 3 líneas, hay 1 esquema de rima usando solo 1 rima (aaa), 3 esquemas de rima usando dos rimas (aab,aba,abb), y un esquema de rima entre las 3 líneas (abc).